# بازدارنده آلفا-گلوکوسیداز

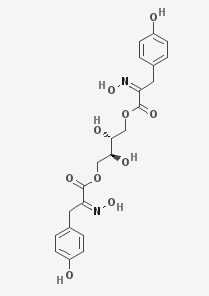
آسپرژیلوسول یکی از انواع بازدارنده‌های آلفا-گلوکوسیداز

بازدارنده‌های آلفا-گلوکوسیداز (انگلیسی: Alpha-glucosidase inhibitor) گروهی از داروهای ضد دیابت خوراکی هستند که در درمان دیابت نوع ۲ بکار می‌روند و کارشان جلوگیری از هضم کربوهیدرات‌ها همچون نشاسته و قند است.
قندها برای جذب‌شان از دیوارهٔ روده، نیازمند تبدیل به اشکالِ ساده (تک‌قندی) هستند. بازدارنده‌های آلفا-گلوکوسیداز با جلوگیری از این عمل، موجب کاهش قند خون می‌شوند. این داروها، «بازدارنده‌های رقابتی» آلفا-گلوکوسیداز در پرزهای روده هستند.

## انواع
- آکاربوز
- میگلیتول
- ویگلیبوز

داروی آکاربوز یک الیگوساکارید است، اما میگلیتول بیشتر به منوساکاریدها شباهت دارد. میگلیتول به خوبی در بدن جذب می‌شود، حال آنکه آکاربوز چنین ویژگی ندارد. داروی آکاربوز علاوه بر آنزیم آلفا-گلوکوسیداز، آنزیم آلفا آمیلاز لوزالمعده را هم مهار می‌کند.

## بازدارنده‌های طبیعی آلفا-گلوکوسیداز
برخی مواد طبیعی خاصیتی مشابه با این دسته از داروها دارند. به عنوان مثال، پژوهش‌ها نشان داده‌است که قارچ خوراکی «مائیتاکه» (Grifola frondosa)، قند خون را پائین می‌آورد، چرا که حاوی مقادیری از آنزیم آلفا-گلوکوسیداز است.

## عوارض جانبی
برخی از عوارض این داروها عبارتند از: نفخ و اسهال.